# DDT (火薬学)
DDT (Deflagration to Detonation Transition) とは、火薬が発火から爆燃を経て爆轟に転移する現象である。火気に触れても爆発しないはずのTNTやRDXなどの火薬が火気を原因とする火薬類爆発事故を起こす原因となる現象である。
TNTやRDXなどの火薬は、発火しても燃焼面が発火場所から未反応部へ伝播してゆくだけで爆轟が起こる事は無いが、火薬が砲弾などの密閉容器に封入されている場合には燃焼ガスが内部に充満して内部の圧力が増大していく。火薬類の燃焼速度は圧力の指数乗に比例して増大するので、密閉条件下では相乗的に燃焼面の伝播速度と圧力が増大して行くことになり、燃焼から爆燃状態に移行する。
さらに内圧が上昇すると未反応領域の爆薬中に衝撃波が生起し爆燃から爆轟へと転移する。このような現象によって砲弾、爆弾、ミサイル、魚雷などに密閉された爆薬は爆発することがある。
近年ではこれを防ぐために爆弾内部の圧力が高くなると信管が外れてガスが抜ける防爆弁などが装備されるようになっている。